# Centimètre
« cm » redirige ici. Pour les autres significations, voir CM.
 (avril 2025).
Le centimètre est l'une des unités de base du système CGS.

## Définition
Un centimètre  (symbole cm) vaut 10-2 = 0,01 mètre :
- 1 cm = 10-2 m = 0,01 m ;
- 1 m = 102 cm = 100 cm.

## Unités dérivées
Le centimètre permet de définir : 
- une unité d'aire, le centimètre carré (cm2) : un centimètre carré est l'aire d'un carré de 1 cm de côté ; il vaut un dix-millième de mètre carré ;
  - 1 cm2 = 10-2 × 2 m2 = 10-4 m2 = 0,000 1 m2,
  - 1 m2 = 102 × 2 cm2 = 104 cm2 = 10 000 cm2 ;
- une unité de volume, le centimètre cube (cm3) : un centimètre cube est le volume d'un cube de 1 cm d'arête ; il vaut un millionième de mètre cube, et un millième de litre ;
  - 1 cm3 = 10-2 × 3 m3 = 10–6 m3 = 0,000 001 m3,
  - 1 m3 = 102 × 3 cm3 = 106 cm3 = 1 000 000 cm3,
  - 1 cm3 = 10-3 L = 0,001 L = 1 mL,
  - 1 L = 103 cm3 = 1 000 cm3.

## Équivalences
Par rapport aux unités de longueur anglo-saxonnes traditionnelles :
| 1 cm ≈ 0,393 701 pouce | ; | 1 pouce = 2,54 cm ; |
| 1 cm ≈ 0,032 808 pied  | ; | 1 pied = 30,48 cm ; |
| 1 cm ≈ 0,010 936 verge | ; | 1 verge = 91,44 cm. |

## Usage
Le centimètre est d'un usage populaire courant : il permet de représenter de manière simple des dimensions de taille humaine (inférieures au mètre).
Dans le domaine scientifique, on lui préfère le mètre (unité de base du Système international) ou le millimètre (très utilisé en mécanique) pour représenter les longueurs de ces ordres de grandeur.

## Abréviation et symbole
L’abréviation « cc » n’est pas celle de « centimètre cube » mais celle de l’anglais « cubic centimeter » ; son utilisation est prohibée, y compris dans les pays anglophones, par le Système international d'unités (SI) déterminé par le Bureau international des poids et mesures, seul organisme compétent en la matière.
L’usage de cette abréviation, fort répandu notamment dans les milieux de la médecine et de la moto, n'est pas conforme au Système international.
Ce Système international d'unités impose les symboles m3, dm3, cm3, mm3, etc., dans quelque langue que ce soit.